# Linea dell'Etna
La Linea dell'Etna o linea di San Fratello, fu una linea difensiva creata in Sicilia, durante la seconda guerra mondiale delle forze italo-tedesche dell'Asse per contrastare gli eserciti anglo-americani durante l'Operazione Husky.
La linea sorgeva tra i comuni  di San Fratello, Cesarò, Troina, Adrano, Biancavilla ed Acireale; era presidiata dalla 1. Divisione Hermann Goring di Paul Conrath, la 15. Panzergrenadier-Division di Eberhard Rodt, la 29a Panzergrenadier-Division di Fries e le divisioni italiane Aosta e Livorno. 